# Ремець-пе-Сомеш
Ремець-пе-Сомеш, Ремеці-пе-Сомеш (рум. Remeți pe Someș) — село у повіті Марамуреш в Румунії. Входить до складу комуни Мірешу-Маре.
Село розташоване на відстані 399 км на північний захід від Бухареста, 27 км на південний захід від Бая-Маре, 80 км на північ від Клуж-Напоки.

## Населення
За даними перепису населення 2002 року у селі проживали 685 осіб.
Національний склад населення села:
| Національність | Кількість осіб | Відсоток |
| -------------- | -------------- | -------- |
| румуни         | 644            | 94,0%    |
| цигани         | 41             | 6,0%     |

Рідною мовою назвали:
| Мова      | Кількість осіб | Відсоток |
| --------- | -------------- | -------- |
| румунська | 644            | 94,0%    |
| циганська | 41             | 6,0%     |